# Charles Yu Hsingling
Charles Yu Hsingling (en chino tradicional, 裕馨齡; pinyin, Yù Xīnlíng; Wade-Giles, Yü Hsin-ling; 11 de enero de 1879–?), a menudo se le llamaba Charles Hsingling, también conocido en fuente en español como Carlos Hsingling, fue un ingeniero que trabajó para los ferrocarriles imperiales de la dinastía Qing, además de segundo secretario en la embajada de Qing en Francia.

## Biografía

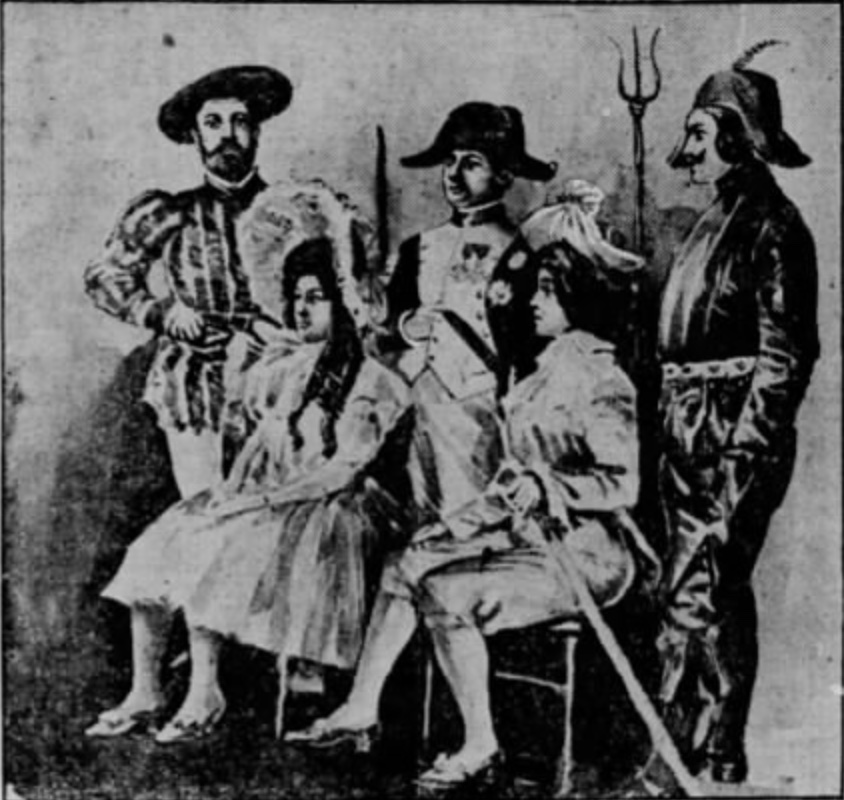
Los hermanos Yu en el baile de disfraces en 1901; desde la izquierda: el comandante Armani como Francisco I de Francia, Lizzie Yu Der Ling como una muñeca en el cuento de hadas, Charles Yu Hsingling como Napoleón, Nellie Yu Roung Ling como el príncipe azul y John Yu Shuinling como Plutón.

Nacido en una familia de clase alta, Hsingling fue el hijo menor de Yu Keng, diplomático de la dinastía Qing, y Louisa Pierson, hija de un oficial naval estadounidense. Católico bautizado por deseo de su madre, y, al igual que sus hermanos, John Yu Shuinling, Lizzie Yu Der Ling y Nellie Yu Roung Ling, recibió educación occidental en una escuela misionera estadounidense —entonces un procedimiento casi inaudito entre los altos funcionarios manchúes— y hablaba inglés con fluidez. El diplomático británico Robert Hart los describió como «una familia ruidosa de niños de habla inglesa, que también hablan francés y japonés con fluidez».:52
De 1899 a 1902, se desempeñó como segundo secretario en la embajada de la dinastía Qing en Francia, donde su padre ocupaba un cargo diplomático. Los hermanos Yu llevaban una vida cosmopolita en París, socializaban, frecuentaban el teatro y actuaban en las fiestas de sus padres. La revista semanal Armée et Marine informó que los cuatro hijos del ministro Yu Keng «interpretaron maravillosamente» una comedia inglesa en tres actos en una soirée organizada por su padre.
En marzo de 1901, los Yu organizaron un baile de disfraces en la embajada china para celebrar el Año Nuevo chino, en el que Hsingling se disfrazó de Napoleón, sus hermanos Shuinling, Roung Ling y Der Ling se vistieron respectivamente como Plutón, el príncipe azul y una muñeca en el cuento de hadas.
Se casó con Geneviève Deneux, una profesora de piano francesa. La boda tuvo lugar en la Iglesia de Saint-Philippe-du-Roule el 16 de octubre de 1902. No se sabe mucho de su vida posterior.